# Sialis nigripes
Sialis nigripes là một loài côn trùng trong họ Sialidae thuộc bộ Megaloptera. Loài này được E. Pictet miêu tả năm 1865.